# Epigamia charcoti
Epigamia charcoti är en ringmaskart som först beskrevs av Gravier 1906.  Epigamia charcoti ingår i släktet Epigamia och familjen Syllidae. Inga underarter finns listade i Catalogue of Life.